# Liste des planètes mineures non numérotées découvertes en mars 2007
Pour un article plus général, voir Liste des planètes mineures non numérotées découvertes en 2007.
Pour un article plus général, voir Liste des planètes mineures.
Cet article dresse la liste des planètes mineures (astéroïdes, centaures, objets transneptuniens et assimilés) non numérotées découvertes en mars 2007 dans l'ordre de leur découverte.
Au 15 janvier 2025, 661 077 des 1 434 993 planètes mineures répertoriées par le Centre des planètes mineures ne sont pas encore numérotées, soit 46,07 %.

## Rappel concernant la désignation provisoire
La désignation provisoire indique l'ordre de découverte de ces objets. En effet, cette désignation est composée de l'année de découverte (par exemple 2007) suivie de la quinzaine (demi-mois) de découverte (p.e. A = 1-15 janvier) puis de l'ordre de découverte dans cette quinzaine. Cet ordre est indiqué par une lettre et éventuellement un chiffre comme suit : A pour la première découverte, B pour la deuxième, ..., Z pour la 25e (le I n'est pas utilisé pour éviter la confusion avec 1), A1 pour la 26e, B1 pour la 27e, etc. , Z1 pour la 50e, A2 pour la 51e, B2 pour la 52e, etc. L'ordre de la numérotation ne suit donc pas l'ordre alphanumérique. 2007 AA1 suit ainsi 2007 AZ et précède 2007 AB1.

## Liste

### Du1erau 15 mars 2007
- 2007 EC
- 2007 EG
- 2007 EH
- 2007 EK
- 2007 EM
- 2007 EN
- 2007 EO
- 2007 EQ
- 2007 ER
- 2007 EU
- 2007 EV
- 2007 EW
- 2007 EZ
- 2007 EA2
- 2007 EM2
- 2007 EF3
- 2007 EQ4
- 2007 EB5
- 2007 EC5
- 2007 EA6
- 2007 EH6
- 2007 EN6
- 2007 EX6
- 2007 EB7
- 2007 EG7
- 2007 EO7
- 2007 EW7
- 2007 ED8
- 2007 EF8
- 2007 EF10
- 2007 EK10
- 2007 EM11
- 2007 EY11
- 2007 EG12
- 2007 EJ13
- 2007 EO13
- 2007 ES14
- 2007 EY14
- 2007 EF15
- 2007 EG15
- 2007 EW15
- 2007 EE16
- 2007 EA18
- 2007 EE18
- 2007 EL20
- 2007 EG21
- 2007 EL21
- 2007 EM21
- 2007 EW21
- 2007 ED22
- 2007 ET22
- 2007 EA23
- 2007 EA24
- 2007 EY25
- 2007 EZ25
- 2007 EA26
- 2007 EE26
- 2007 EF26
- 2007 EG26
- 2007 EH26
- 2007 EK26
- 2007 EL26
- 2007 EM26
- 2007 EN26
- 2007 EL27
- 2007 ES27
- 2007 EV27
- 2007 EU28
- 2007 EY29
- 2007 EA30
- 2007 EB31
- 2007 EV32
- 2007 EQ33
- 2007 ET33
- 2007 EF34
- 2007 ED35
- 2007 EA36
- 2007 EW36
- 2007 EY36
- 2007 EK37
- 2007 EP37
- 2007 EF38
- 2007 ER39
- 2007 EX39
- 2007 EO40
- 2007 EV40
- 2007 EE41
- 2007 ES41
- 2007 EJ49
- 2007 EZ49
- 2007 EA50
- 2007 EN50
- 2007 ET51
- 2007 EF53
- 2007 EX54
- 2007 EG55
- 2007 EJ55
- 2007 EP55
- 2007 ES55
- 2007 EW55
- 2007 EX55
- 2007 EM56
- 2007 EU56
- 2007 EC58
- 2007 EG58
- 2007 EH58
- 2007 EK58
- 2007 EQ58
- 2007 ET58
- 2007 EW58
- 2007 EB60
- 2007 EN61
- 2007 EP61
- 2007 EM62
- 2007 EM63
- 2007 EY65
- 2007 EW66
- 2007 EX66
- 2007 EB67
- 2007 EK67
- 2007 EC73
- 2007 EJ73
- 2007 ET73
- 2007 EE75
- 2007 EE76
- 2007 EZ76
- 2007 EM77
- 2007 ET77
- 2007 EN80
- 2007 EA81
- 2007 EF81
- 2007 ER81
- 2007 EU81
- 2007 ES83
- 2007 ET83
- 2007 EC84
- 2007 EL87
- 2007 EB88
- 2007 EC88
- 2007 EF88
- 2007 EG88
- 2007 EJ88
- 2007 EK88
- 2007 EN88
- 2007 EO88
- 2007 EO89
- 2007 EW89
- 2007 ED90
- 2007 EN90
- 2007 EV90
- 2007 EW90
- 2007 EY90
- 2007 EL93
- 2007 EM93
- 2007 EU93
- 2007 EX93
- 2007 EL94
- 2007 EM95
- 2007 EZ97
- 2007 EW99
- 2007 EC100
- 2007 EW100
- 2007 EZ100
- 2007 EF103
- 2007 EJ103
- 2007 EL103
- 2007 EO103
- 2007 EC104
- 2007 EP104
- 2007 EZ104
- 2007 EO105
- 2007 EF106
- 2007 EH108
- 2007 EM109
- 2007 EY111
- 2007 EE112
- 2007 EA113
- 2007 EQ113
- 2007 EY113
- 2007 EG114
- 2007 EQ114
- 2007 EC116
- 2007 EH120
- 2007 EH121
- 2007 EK121
- 2007 EL121
- 2007 EO121
- 2007 EJ122
- 2007 EN122
- 2007 EU122
- 2007 EW122
- 2007 EX122
- 2007 EJ123
- 2007 EZ123
- 2007 EC124
- 2007 EL124
- 2007 EN124
- 2007 EO124
- 2007 ED125
- 2007 EE125
- 2007 EE126
- 2007 EF126
- 2007 EO126
- 2007 EA127
- 2007 EK127
- 2007 EZ127
- 2007 EB128
- 2007 EP128
- 2007 EZ128
- 2007 ER129
- 2007 EG130
- 2007 ED131
- 2007 EE131
- 2007 EJ132
- 2007 EZ132
- 2007 EF133
- 2007 EY133
- 2007 EE134
- 2007 EZ134
- 2007 EB135
- 2007 EC135
- 2007 EK136
- 2007 EO136
- 2007 EV137
- 2007 EY138
- 2007 EY139
- 2007 EO140
- 2007 ER142
- 2007 EC143
- 2007 EN143
- 2007 ES143
- 2007 EX143
- 2007 EG144
- 2007 EA145
- 2007 EB145
- 2007 EE145
- 2007 EJ146
- 2007 EM146
- 2007 EW146
- 2007 EA147
- 2007 ED147
- 2007 ER147
- 2007 EA148
- 2007 EB148
- 2007 ED148
- 2007 EN148
- 2007 EQ148
- 2007 EZ148
- 2007 EC149
- 2007 EP149
- 2007 EO150
- 2007 ET150
- 2007 EC151
- 2007 ER151
- 2007 EG152
- 2007 EJ152
- 2007 EV152
- 2007 EY152
- 2007 EB153
- 2007 EO153
- 2007 EO155
- 2007 EC157
- 2007 EY157
- 2007 EZ157
- 2007 EQ158
- 2007 EK159
- 2007 EN161
- 2007 EY162
- 2007 ED163
- 2007 EV163
- 2007 EF164
- 2007 EY164
- 2007 EZ164
- 2007 EA165
- 2007 EY165
- 2007 EK166
- 2007 EH169
- 2007 EC171
- 2007 EN172
- 2007 EX172
- 2007 EO176
- 2007 EJ178
- 2007 EA183
- 2007 EM183
- 2007 EQ183
- 2007 EU183
- 2007 EB186
- 2007 EL186
- 2007 EX186
- 2007 EZ186
- 2007 EL187
- 2007 EN187
- 2007 EA188
- 2007 EG188
- 2007 EY188
- 2007 EZ188
- 2007 EC189
- 2007 EJ189
- 2007 ED190
- 2007 EJ190
- 2007 EO190
- 2007 EZ190
- 2007 EG192
- 2007 EH192
- 2007 EX192
- 2007 ET193
- 2007 EJ194
- 2007 EA195
- 2007 EB195
- 2007 EQ195
- 2007 EJ196
- 2007 EM196
- 2007 ER196
- 2007 EV196
- 2007 EN198
- 2007 EY201
- 2007 EX202
- 2007 EM203
- 2007 ES204
- 2007 EU204
- 2007 EK207
- 2007 EQ207
- 2007 ET207
- 2007 EE208
- 2007 EK217
- 2007 EY217
- 2007 EL218
- 2007 EM218
- 2007 EA219
- 2007 EE222
- 2007 EJ222
- 2007 EK222
- 2007 EM225
- 2007 EW226
- 2007 EF227
- 2007 EG228
- 2007 ES228
- 2007 EF229
- 2007 EH229
- 2007 EL229
- 2007 EC230
- 2007 EE230
- 2007 EF230
- 2007 EG230
- 2007 EK230
- 2007 EO230
- 2007 ES230
- 2007 ET230
- 2007 EU230
- 2007 EV230
- 2007 EX230
- 2007 EY230
- 2007 EZ230
- 2007 EV231
- 2007 EZ231
- 2007 ED232
- 2007 EH232
- 2007 ET232
- 2007 EV232
- 2007 EB233
- 2007 ED233
- 2007 EF233
- 2007 EJ233
- 2007 EK233
- 2007 EN233
- 2007 EO233
- 2007 EP233
- 2007 EQ233
- 2007 ES233
- 2007 EJ234
- 2007 EV234
- 2007 EX234
- 2007 EB235
- 2007 ED235
- 2007 EJ235
- 2007 EL235
- 2007 EO235
- 2007 ET235
- 2007 EU235
- 2007 EM236
- 2007 EN236
- 2007 EO236
- 2007 ES236
- 2007 EC237
- 2007 EO237
- 2007 EP237
- 2007 ER237
- 2007 EW237
- 2007 EX237
- 2007 EY237
- 2007 EB238
- 2007 ED238
- 2007 EG238
- 2007 EV238
- 2007 EY238
- 2007 EC239
- 2007 ED239
- 2007 EE239
- 2007 EF239
- 2007 EG239
- 2007 EK239
- 2007 EN239
- 2007 EQ239
- 2007 EV239
- 2007 EZ239
- 2007 EA240
- 2007 EC240
- 2007 EF240
- 2007 EH240
- 2007 EP240
- 2007 EW240
- 2007 EY240
- 2007 EZ240
- 2007 EA241
- 2007 EB241
- 2007 EF241
- 2007 EJ241
- 2007 EK241
- 2007 EL241
- 2007 EM241
- 2007 EP241
- 2007 EV241
- 2007 EW241
- 2007 EX241
- 2007 EZ241
- 2007 EA242
- 2007 EU242
- 2007 EV242
- 2007 EX242
- 2007 EY242
- 2007 EZ242
- 2007 EA243
- 2007 EC243
- 2007 EE243
- 2007 EH243
- 2007 EP243
- 2007 EQ243
- 2007 ER243
- 2007 ES243
- 2007 ET243
- 2007 EV243
- 2007 EW243
- 2007 EX243
- 2007 EY243
- 2007 EZ243
- 2007 EA244
- 2007 EB244
- 2007 EC244
- 2007 ED244
- 2007 EG244
- 2007 EH244
- 2007 EJ244
- 2007 EK244
- 2007 EL244
- 2007 EM244
- 2007 EN244
- 2007 EP244
- 2007 EQ244
- 2007 ER244
- 2007 ES244
- 2007 ET244
- 2007 EU244
- 2007 EV244
- 2007 EW244
- 2007 EX244
- 2007 EY244

### Du 16 au 31 mars 2007
- 2007 FB
- 2007 FC
- 2007 FO
- 2007 FF1
- 2007 FG1
- 2007 FH1
- 2007 FJ1
- 2007 FK1
- 2007 FG2
- 2007 FC3
- 2007 FD3
- 2007 FE3
- 2007 FK3
- 2007 FN3
- 2007 FO3
- 2007 FP3
- 2007 FQ3
- 2007 FR3
- 2007 FS3
- 2007 FT3
- 2007 FE5
- 2007 FL5
- 2007 FU5
- 2007 FC6
- 2007 FE6
- 2007 FJ6
- 2007 FB7
- 2007 FK7
- 2007 FL7
- 2007 FN7
- 2007 FT7
- 2007 FY7
- 2007 FA8
- 2007 FD8
- 2007 FE8
- 2007 FN8
- 2007 FQ8
- 2007 FF9
- 2007 FS11
- 2007 FU13
- 2007 FC14
- 2007 FE14
- 2007 FO14
- 2007 FT14
- 2007 FZ14
- 2007 FG16
- 2007 FF17
- 2007 FG17
- 2007 FL18
- 2007 FY18
- 2007 FA19
- 2007 FF19
- 2007 FY19
- 2007 FD20
- 2007 FY20
- 2007 FG21
- 2007 FS21
- 2007 FA23
- 2007 FJ24
- 2007 FV24
- 2007 FH26
- 2007 FC27
- 2007 FD27
- 2007 FF27
- 2007 FM27
- 2007 FD28
- 2007 FR28
- 2007 FS28
- 2007 FY28
- 2007 FC29
- 2007 FF29
- 2007 FM29
- 2007 FN29
- 2007 FT29
- 2007 FX29
- 2007 FZ29
- 2007 FO31
- 2007 FY31
- 2007 FS33
- 2007 FX33
- 2007 FE34
- 2007 FW34
- 2007 FZ35
- 2007 FM36
- 2007 FP36
- 2007 FV36
- 2007 FR37
- 2007 FP38
- 2007 FM39
- 2007 FO40
- 2007 FX40
- 2007 FQ41
- 2007 FR41
- 2007 FU41
- 2007 FA42
- 2007 FH42
- 2007 FC44
- 2007 FA45
- 2007 FC45
- 2007 FH45
- 2007 FN45
- 2007 FP46
- 2007 FM47
- 2007 FM48
- 2007 FF49
- 2007 FB50
- 2007 FP50
- 2007 FC51
- 2007 FE51
- 2007 FM51
- 2007 FN51
- 2007 FO51
- 2007 FP51
- 2007 FX51
- 2007 FC52
- 2007 FD52
- 2007 FO52
- 2007 FQ52
- 2007 FR52
- 2007 FZ52
- 2007 FC53
- 2007 FE53
- 2007 FK54
- 2007 FT54
- 2007 FG55
- 2007 FM55
- 2007 FN55
- 2007 FQ55
- 2007 FR55
- 2007 FT55
- 2007 FU55
- 2007 FT56
- 2007 FU56
- 2007 FX56
- 2007 FZ56
- 2007 FB57
- 2007 FC57
- 2007 FD57
- 2007 FE57
- 2007 FF57
- 2007 FG57
- 2007 FK57
- 2007 FL57
- 2007 FP57
- 2007 FQ57
- 2007 FT57
- 2007 FW57
- 2007 FX57
- 2007 FA58
- 2007 FE58
- 2007 FF58
- 2007 FJ58
- 2007 FQ58
- 2007 FR58
- 2007 FS58
- 2007 FD59
- 2007 FE59
- 2007 FG59
- 2007 FH59
- 2007 FL59
- 2007 FM59
- 2007 FN59
- 2007 FQ59
- 2007 FR59
- 2007 FA60
- 2007 FK60
- 2007 FN60
- 2007 FO60
- 2007 FP60
- 2007 FR60
- 2007 FU60
- 2007 FZ60
- 2007 FA61
- 2007 FB61
- 2007 FD61
- 2007 FE61
- 2007 FF61
- 2007 FG61
- 2007 FK61
- 2007 FL61
- 2007 FM61
- 2007 FN61
- 2007 FO61
- 2007 FV61
- 2007 FY61
- 2007 FC62
- 2007 FD62
- 2007 FK62
- 2007 FL62
- 2007 FO62
- 2007 FQ62
- 2007 FR62
- 2007 FU62
- 2007 FG63
- 2007 FH63
- 2007 FJ63
- 2007 FK63
- 2007 FL63
- 2007 FM63
- 2007 FN63
- 2007 FO63
- 2007 FP63
- 2007 FQ63
- 2007 FR63
- 2007 FS63
- 2007 FV63
- 2007 FW63
- 2007 FZ63
- 2007 FB64
- 2007 FD64
- 2007 FE64
- 2007 FF64
- 2007 FH64
- 2007 FJ64
- 2007 FL64
- 2007 FO64
- 2007 FP64
- 2007 FQ64
- 2007 FR64
- 2007 FS64
- 2007 FT64
- 2007 FU64
- 2007 FV64
- 2007 FW64
- 2007 FX64
- 2007 FY64
- 2007 FZ64
- 2007 FA65
- 2007 FB65
- 2007 FD65